# 柳本明
柳本明（1486年—？），字誠甫，號梅川，河南汝寧府光州光山縣人，軍籍，明朝政治人物。

## 生平
河南鄉試第五名舉人。嘉靖八年（1529年）中式己丑科會試第一百八十名，登第三甲第八十七名進士。历官户部郎中，十六年出知山东莱州府。

## 家族
曾祖柳純一；祖父柳仲昇；父柳春。嫡母邵氏；生母胡氏。永感下。